# Limousine (razza bovina)
Limousine è una razza bovina da carne originaria della regione di Limousin nella Francia sud-occidentale.
In Italia viene utilizzata come vitello da ristallo, per l'ingrasso e il macello, sia come allevamento, per ottenere femmine fattrici da inserire nella linea vacca - vitello.
Il mantello è di colore rosso, l'altezza media è di 145 cm al garrese, il peso medio va dai 1100 kg per i tori ai 650 kg per le vacche.
Presenta una buona produzione di carne, mentre quella di latte è sufficiente solo ai bisogni del vitello. È una delle tre razze (le altre due sono la Blonde d'Aquitaine e la Bazadaise) che concorrono alla generazione dei buoi da carne detti di Chalosse, tipici dell'omonima regione.
Morfologia: Tipica da carne, pelle sottile, testa leggera corta e ampia, scheletro leggero, collo corto e muscoloso, spalle e cosce spesse e muscolose, arti corti e muscolosi, tronco lungo e cilindrico.
Caratteri funzionali:
- rusticità: non elevata, difficile l'adattamento in condizioni sfavorevoli, con suscettibilità a malattie e dismetabolie.
- fertilità: buona capacità materna, facilità al parto 97-98% (i vitelli alla nascita sono di taglia contenuta), fecondità 94%.
- produzione latte: sufficiente allo svezzamento dei vitelli.
- produzione carne: vitellone peso alla macellazione 6,5- 7 ql. all'età di 20-24 mesi, resa al macello 63-65%, I.P.M.G (incremento peso medio giornaliero) 1200 - 1350 g. I.C.An (indice conversione alimentare) 6,6 kg di sostanza secca. Carne di buona qualità, con maturazione precoce (8 mesi). Resa allo spolpo maggiore del 65%, allevato in purezza negli ambienti più favorevoli.

associazione allevatori: A.N.A.C.L.I associazione limousine-charolais (Roma)

## Storia
La limousine è una razza originaria del Limousine Provincia di Limoges, regione che comprende il Massiccio centrale francese, regione tipica di altitudine compresa tra i 200 ed i 700 m s.l.m., caratterizzata da terreni acidi e suoli poco profondi, la limousine ha fissato alcune caratteristiche che le hanno consentito di adattarsi in tutti i continenti. 
Il clima prevede estati calde e inverni rigidi con abbondanti precipitazioni.

## Diffusione
Questa razza bovina è presente anche in Sardegna, in particolare in Gallura,  Basilicata, Puglia e Calabria, per incrociare la razza bovina Podolica presente in queste regioni e migliorare la produzione di carne. Infatti, da questi “incroci industriali”, si ottengono dei vitelli dalle forme più armoniche, più precoci e dalle buone rese al macello, caratteristiche che i vitelli podolici non presentano per via della morfologia di razza e che raggiungono al secondo/terzo anno di età.

## Produzione alimentare
Inizialmente fu una razza a triplice attitudine (carne, latte e lavoro), ma negli ultimi 150 anni circa fu specializzata per la produzione di carne facendo sviluppare la massa muscolare e mantenendo la struttura scheletrica propria della popolazione originaria, ottenendo una buona resa al macello.